# 2039
2039 рік — невисокосний рік по григоріанському календарю, що розпочинається в суботу.

## Очікувані події
- 1 вересня — століття від початку Другої Світової війни.
- 7 листопада — проходження Меркурія по диску Сонця[1][2]